# Пети босански корпус НОВЈ
Пети босански (крајишки) ударни корпус био је корпус Народноослободилачке војске Југославије формиран је 11. маја 1943, наредбом Врховног команданта НОВ и ПОЈ Јосипа Броза Тита као Други босански народноослободилачки корпус. Настао је поделом тадашњег Првог босанског народноослободилачког корпуса на Први и Други босански корпус. У састав корпуса ушле су Четврта и Десета. Први командант корпуса био је Славко Родић, а политички комесар Велимир Стојнић.
Октобра 1943. наредбом Врховног штаба НОВ и ПОЈ преименован је у Пети босански ударни корпус. У време Првог заседања ЗАВНОБиХ и Другог заседања АВНОЈ-а, крајем новембра 1943. обезбеђивао је слободну територију, на којој су одржана ова заседања.
Јуна 1943. у састав корпуса ушла је Једанаеста крајишка дивизија, а унутар корпуса је марта 1944. формирана 39. крајишка дивизија, па у мају исте године имао 18.370 бораца. Јула 1944. унутар корпуса је формирана 53. средњобосанска дивизија, а у августу исте године корпус је напустила Једанаеста крајишка дивизија.
Штаб Петог корпус је расформиран 22. априла 1945. када је главнина његових снага ушла у састав Друге армије ЈА, а 53. дивизија у састав Трећег босанског корпуса.

## Командни састав корпуса
- Команданти корпуса:
  - Славко Родић — од формирања корпуса до априла 1945.
- Политички комесари корпуса:
  - Велимир Стојнић — од формирања корпуса до почетка 1944.
  - Илија Дошен — од почетка до априла 1945.
- Начелници Штаба корпуса:
  - Милорад Мијатовић
  - Велимир Кнежевић — до априла 1945.